# Zenga
Zenga (jap. 禅画 „malarstwo [w duchu] zen”) – nurt japońskiego malarstwa, związany z praktyką buddyzmu zen. Uprawiany najczęściej przez mnichów, jego największy rozkwit nastąpił w okresie Edo. 

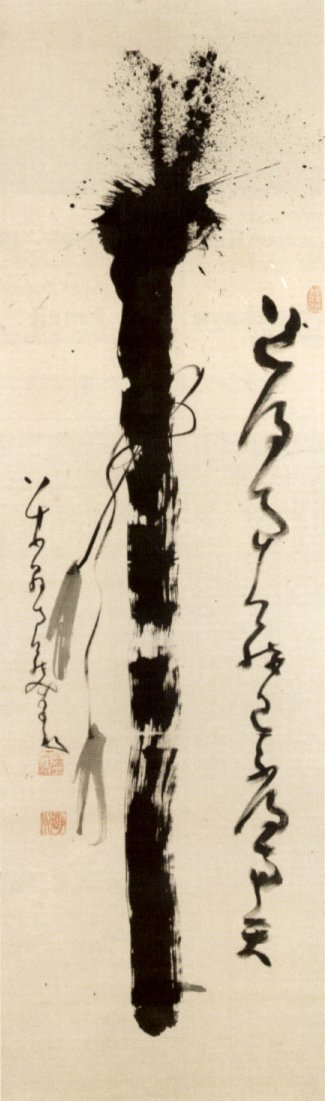
Obraz i kaligrafia autorstwa Nantenbō

Samo określenie zawężane jest zazwyczaj do malarstwa tworzonego w tej epoce, co nie jest do końca ścisłe, bowiem podobne obrazy powstawały już wcześniej. Znaczenie buddyzmu jako religii w okresie Edo zmalało, ale mnisi, w szczególności zen, pełnili wciąż istotną rolę, zwłaszcza wśród artystów i intelektualistów. Ich obrazy i dzieła kaligraficzne, zwane zenga, tworzone jako rodzaj pomocy do medytacji lub jako forma duchowego ćwiczenia, były wówczas bardzo popularne. Jednymi z najważniejszych twórców zenga byli Ekaku Hakuin i Gibon Sengai. W okresie Meiji zenga, podobnie jak malarstwo twórców uważających się za intelektualistów nanga, nie uległy poważnym zmianom. Ich ideał, czyli zwrócenie uwagi przede wszystkim na indywidualną ekspresję twórcy, współgrał z wpływowymi podówczas w Japonii ideami sztuki zachodniej, aczkolwiek ich medium pozostało tradycyjne. Zenga były kontynuowane w kręgu mnichów i praktyków zen, ale wywierały też stały wpływ na sztukę nowoczesną. Ważnym twórcą tego okresu był mistrz zen Nantenbō. 
Te metaforyczne lub aluzyjne obrazy są na ogół wykonywane tuszem, często z towarzyszeniem kaligrafii, formalnie dość naiwne i abstrakcyjne, niekiedy wręcz karykaturalne. Ich ideą było przekazanie w jak najprostszy i bezpośredni sposób ideałów zen – przykładem może tu być krąg ensō, malowany jednym ruchem pędzla. Chociaż w idealnym wyobrażeniu zenga malowane były spontanicznie, poza wszelkimi kanonami i konwenansami, jako indywidualny wyraz przepełnienia duchem zen, nierzadko wykonywali je też zawodowi artyści na zamówienie konkretnych świątyń. Mnisi-malarze wykonywali je też często jako dar dla odwiedzających.